# Gjirokastrski distrikt
Gjirokastrski distrikt (Gjirokastërski distrikt; alb. Rrethi i Gjirokastrës), jedan od 36 distrikata u Albaniji, dio Gjirokastrskoga okruga. Po procjeni iz 2004. ima oko 156.000 stanovnika, a pokriva područje od 1317 km². 
Nalazi se na jugu države, a sjedište mu je grad Gjirokastra. Distrikt se sastoji od sljedećih općina:
- Antigonë
- Cepo
- Dropull i Poshtëm
- Dropull i Sipërm
- Gjirokastra (Gjirokastër)
- Lazarat
- Libohovë
- Lunxhëri
- Odrie
- Picar
- Pogon
- Qendër Libohovë
- Zagori